# شبيه الأدابيس
شبيه الأدابيس أو البليسيادابيس (الاسم العلمي: Plesiadapis) هو جنس منقرض من الحيوانات يتبع فصيلة الشبيهة الأدابيس من رتبة الرئيسيات.
يعد أحد أقدم الثدييات من أشباة الرئيسيات المعروفة ، والتي كانت موجودة في حولي 58-55 مليون سنة في أمريكا الشمالية وأوروبا.

## الإكتشاف

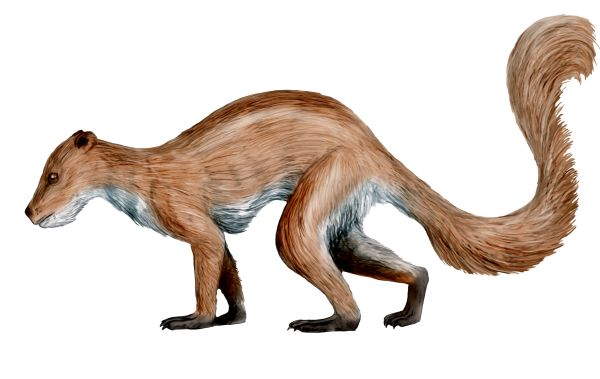
رسم تصوري

أول إكتشاف للبليسيادابيس قام به فرانسوا لويس بول جيرفيس في 1877 ، الذي اكتشف لأول مرة البليسيادابيس تريكوسبيدينس في فرنسا. هو نوع العينة منهن س ر ل -16(بالإنجليزية:  MNHN Crl-16)‏، وهو جزء من الفك السفلي الأيسر يرجع تاريخها إلى فترة مبكرة عصر الإيوسين .
ربما نشأت هذا الجنس في أمريكا الشمالية، واستعمر أوروبا في الجسر البري عبر جرينلاند.